# Caeruleuptychia coelica
Espèce
Caeruleuptychia coelica est une espèce de papillons de la famille des Nymphalidae et de la sous-famille des Satyrinae et du genre Caeruleuptychia.

## Dénomination
Caeruleuptychia coelica a été décrit par l'entomologiste William Chapman Hewitson en 1869, sous le nom initial d' Euptychia coelica.

## Description
Caeruleuptychia coelica est un papillon au dessus bleu avec aux ailes antérieures un apex et une bordure externe noire et la même bordure noire à l'apex des ailes postérieures.
Le revers est bleu, rayé de lignes foncées, avec un petit ocelle à l'apex des ailes antérieures et une ligne d'ocelles aux ailes postérieures dont seuls celui proche de l'angle anal et les deux proches de l'apex sont noirs.

## Écologie et distribution
Caeruleuptychia coelica est présent en Équateur.

### Protection
Pas de statut de protection particulier